# Percy Schmeiser

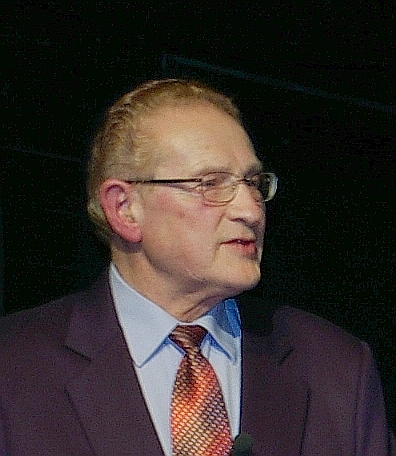
Percy Schmeiser im Januar 2008

Percy Schmeiser (* 5. Januar 1931; † 13. Oktober 2020) war ein kanadischer Farmer und Saatgutzüchter aus Bruno in der Provinz Saskatchewan. Auf seinen eigenen konventionellen Rapsfeldern und den Bio-Rapsfeldern seiner Frau Louise wuchs genveränderter und patentierter Raps des Biochemie-Konzerns Monsanto, der nach Angaben Schmeisers von beiden selbst nie ausgesät worden war. Schmeiser tötete die konventionellen Pflanzen mit Glyphosat ab und säte den gentechnisch veränderten Raps auf mehreren Hundert Hektar auf seinem Land wieder aus. Deswegen wurde er durch Monsanto wegen Patentverletzung verklagt. Gemeinsam mit seiner Frau wurde er 2007 für den Widerstand gegen Monsanto und mittlerweile auch gegen die Grüne Gentechnik mit dem Right Livelihood Award (Alternativen Nobelpreis) ausgezeichnet.

## Biografie
Schmeisers Großeltern waren aus dem bayerischen Rosenheim nach Kanada ausgewandert und hatten sich dort als Landwirte niedergelassen. Percy Schmeiser betrieb auf der geerbten, 600 Hektar großen Farm seit knapp 60 Jahren Landwirtschaft. Circa 1970 spezialisierte er sich auf die Zucht und den Anbau von Raps und entwickelte Sorten, die speziell an die regionalen Bedingungen angepasst waren. Seine Frau Louise heiratete er im Oktober 1952, die beiden hatten fünf Kinder, 15 Enkel und drei Urenkel. Er war lange Bürgermeister (1966–1983) und von 1967 bis 1971 Abgeordneter im Parlament der Provinz.

## Monsanto-Kontroverse
Im Jahr 1997 fand Schmeiser laut eigenen Angaben erstmals die gentechnisch veränderten „Roundup-Ready“-Rapspflanzen des Agrochemie-Konzerns Monsanto auf seinem Land. Die Raps-Sorte wurde genetisch so verändert, dass sie den Gebrauch des Monsanto-Herbizids Roundup übersteht, während andere Pflanzen auf einem damit behandelten Feld absterben. Schmeiser behauptete, die Samen müssten durch den Wind vom Feld eines benachbarten Bauern oder von einem vorbeifahrenden LKW dorthin gelangt sein. Auf etwa einem Hektar selektierte er durch Anwendung von Roundup Saatgut, welches zu mindestens 95 % die patentierte Technologie enthielt. Als er im Folgejahr auf einer Fläche von rund 400 ha dieses nachgebaute Saatgut aussäte, wurde er vom Herstellerkonzern wegen Patentverletzung verklagt. Diese Klage war mit einer Forderung von 200.000 Dollar verbunden.
Monsanto hatte ihn vor der Aussaat darauf hingewiesen, dass es sich um patentiertes Saatgut handelte, für das er keine Lizenz besaß. Der Konzern berief sich darauf, dass laut Patentrecht eine selbständige Gewinnung von Saatgut mit patentierten Eigenschaften durch die Landwirte ausgeschlossen und nur eigens dazu von Monsanto vertraglich berechtigten Vermehrern gestattet sei. Schmeiser hielt dagegen, dass Landwirte seit jeher das Recht gehabt hätten, Saatgut auf ihrem eigenen Land selbst zu vermehren. Es sei seiner Meinung nach unzulässig, dieses Recht in Form der von Monsanto oder anderen Agrochemie-Konzernen aufgeführten Patente zu beschneiden oder zu umgehen.
Der Rechtsstreit zog sich über mehrere Jahre hin. Die 2004 gefallene Entscheidung des Obersten Gerichtshofs von Kanada bestätigte das Patentrecht und die daraus abgeleiteten Ansprüche der Patentinhaber. Monsanto hatte nicht auf Strafschadensersatz geklagt, sondern auf Erstattung des durch die Nutzung des Patentes erzielten Profits. Da Schmeiser die 1998 ausgesäte Fläche nicht mit Roundup behandelt und daher nicht von den besonderen Eigenschaften der herbizidresistenten Rapssorte profitiert hatte, musste er keine Zahlungen leisten. Das Gericht hielt aber fest, dass er prinzipiell nicht das Recht hatte, die patentierte Sorte wissentlich anzubauen. Beide Parteien mussten ihre Kosten des Rechtsstreites tragen. Insbesondere hielt das Gericht es für unzureichend erklärt, warum Schmeiser gerade den gentechnisch veränderten Raps – den er ja eigentlich nicht wollte – isolierte und dann auf großen Flächen selbst aussäte.
Während dieser Zeit des Rechtsstreites wurde Schmeiser zunehmend als Symbolfigur und Sprecher im Kampf unabhängiger Landwirte um ihre Rechte und als Verfechter strenger Regulierungen und Haftungspflichten für den Anbau gentechnisch veränderter Pflanzen bekannt. Er nahm weltweit viele Einladungen zu Vorträgen an und warnte vor der Ausbreitung und dem Einsatz von genmanipulierten Pflanzen in der Landwirtschaft.
Im Oktober 2000 wurde Schmeiser für seinen Einsatz mit dem Mahatma Gandhi Award geehrt, 2007 wurde dem Ehepaar Percy und Louise Schmeiser der „Alternative Nobelpreis“ verliehen:

“… for their courage in defending biodiversity and farmers’ rights, and challenging the environmental and moral perversity of current interpretations of patent laws.”

„…für ihren Mut bei der Verteidigung der Biodiversität und der Rechte der Landwirte und dafür, dass sie die Perversität der gegenwärtigen Auslegung der Patent-Gesetzgebung in Bezug auf die Umwelt und die Moral aufzeigen und anprangern.“

Im Januar 2008 war Schmeiser für drei Wochen auf Vortragsreise in Süddeutschland und Österreich. Nach seiner Rückkehr nach Kanada wurde am 23. Januar 2008 ein weiterer Prozess eröffnet, in dem diesmal Schmeiser die Firma Monsanto wegen fortgesetzter Kontamination seiner Felder verklagte: Im Jahr 2005 war erneut der von Monsanto patentierte Raps auf seinen Feldern aufgetaucht. In dem Prozess kam es jedoch nie zu einem Urteil, da vor einer für den 19. März 2008 angesetzten Verhandlung Monsanto und Percy Schmeiser den Streit außergerichtlich in einem Vergleich beilegten. Laut Monsanto waren mit anderen Farmern vorher gleichartige Vereinbarungen getroffen worden; nur Schmeiser habe diese Einigung unnötig herausgezögert. Laut Schmeiser gestand Monsanto ihm abweichend von den bis dahin vorgesehenen Verschwiegenheitsklauseln schriftlich zu, über den gesamten Vorgang öffentlich zu berichten. Auch den sonst üblichen Verzicht auf weitere Klagen musste Schmeiser nur für den konkreten Fall unterzeichnen. Für mögliche zukünftige Schäden gilt dieser Verzicht nicht. Eine weitergehende Haftung wurde seitens Monsanto für den konkreten Fall ausgeschlossen. Monsanto übernahm die Kosten für die Beseitigung der Pflanzen auf Schmeisers Feldern in Höhe von 660 CAN$, Schmeiser seine durch das Verfahren entstandenen Kosten.
2009 veröffentlichte Bertram Verhaag den Dokumentarfilm David gegen Monsanto, der den 10-jährigen Streit der Schmeisers mit der Firma Monsanto beschreibt. 2009 organisierte das „Bündnis agrogentechnikfreier Landkreis Neumarkt“ unter Schirmherrschaft der Stadt Neumarkt zusammen mit Percy Schmeiser und Vandana Shiva eine große Traktordemonstration und eine Veranstaltung mit 2000 Teilnehmern in der Neumarkter Jurahalle.
2010 verlieh der Bund Naturschutz Bayern den Bayerischen Naturschutzpreis an Louise und Percy Schmeiser für ihren „weltweiten Einsatz […] für eine gentechnikfreie Lebensmittelproduktion“ und ihr „weltweites Engagement für die Artenvielfalt, die Bewahrung der Ernährungssouveränität, eine bäuerliche Agrarkultur und für die Verteidigung elementarer demokratischer Grundrechte gegenüber Agrarkonzernen.“
Der an der Parkinson-Krankheit leidende Schmeiser starb am 13. Oktober 2020 im Alter von 89 Jahren.

## Filmographie
- 2009: Percy Schmeiser – David versus Monsanto, Dokumentation, Regie: Bertram Verhaag
- 2020: Percy (- Percy vs Goliath); Kanadischer Spielfilm, Regie: Clark Johnson